# Stridsvagn 122

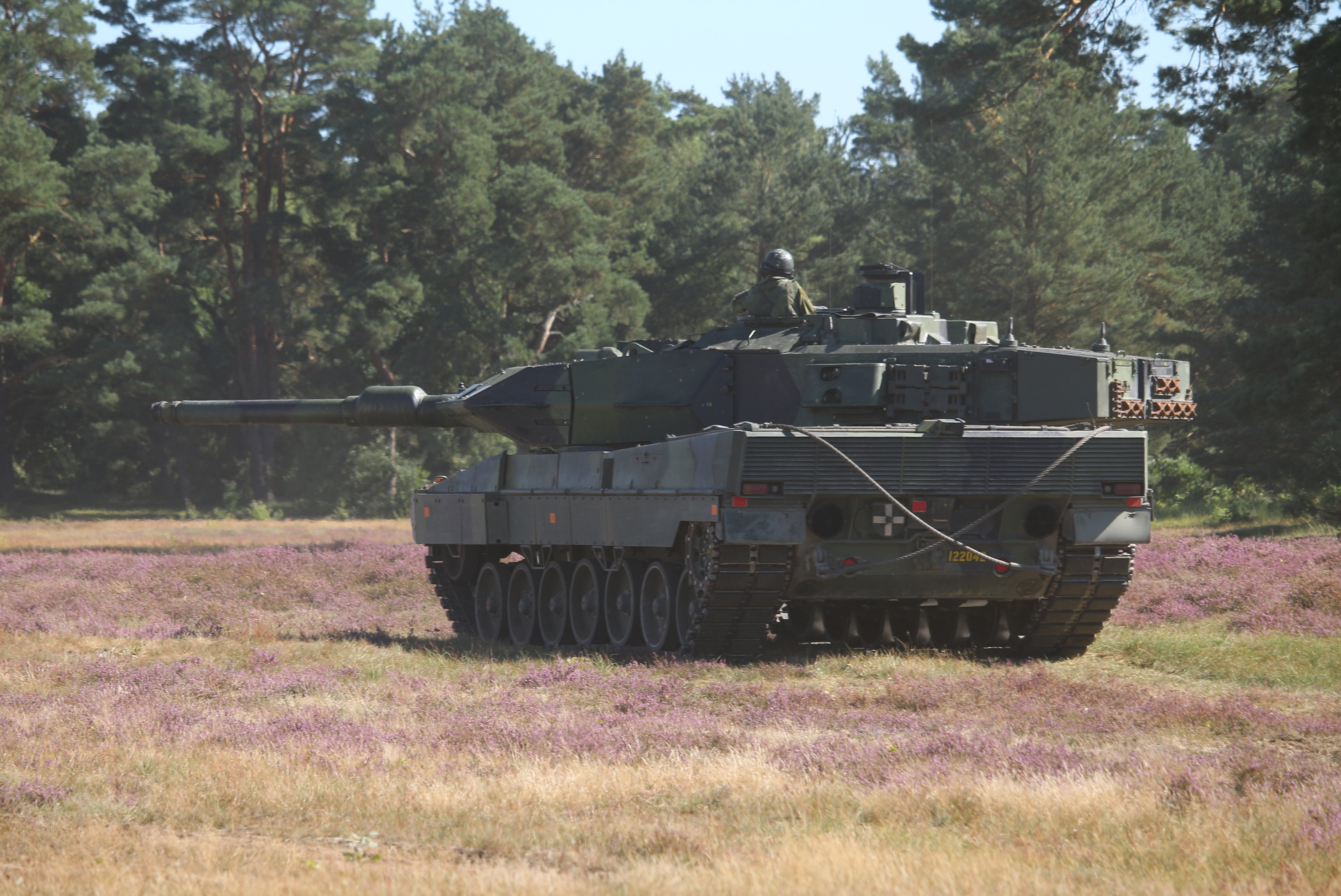
Stridsvagn 122A på Revingehed i Skåne 2016.

Stridsvagn 122, kort strv 122 (produktnamn: Leopard 2 "Improved" A5 SE, kort Leopard 2 S) är en huvudstridsvagn utvecklad av det tyska företaget Krauss-Maffei och det svenska företaget Åkers Krutbruk Protection AB (med flera) på uppdrag av försvarets materielverk (FMV) för svenskt bruk. Vagnen är en svenskanpassad variant av den tyska stridsvagnen Leopard 2 Improved (Leo 2 Imp), en vidareutveckling av Leopard 2A4 (55,2 ton) med ny utformning av det ballistiska skyddet och som erbjuds med olika skyddsnivåer. Tyskland antog vagnen inledningsvis med medelhög skyddsnivå som Leopard 2A5 (59,5 ton), medan Sverige valde den högre skyddsnivån (sedermera kallad Leopard 2A5+) som grund för stridsvagn 122 (62,5 ton). Under svenskanpassningen har vagnens skyddsnivå förbättrats ytterligare gentemot den tyska grundkonstruktionen, såsom introduktionen av ett svenskutvecklat takpansarpaket avsett mot lättare takslående stridsdelar (t.ex. vapen som Saab Dynamics NLAW och Bofors STRIX). Det kraftiga pansarskyddet gjorde, vid tidpunkten för anskaffning, stridsvagn 122 till världens bäst skyddade stridsvagn. Vagnen har producerats i 120 exemplar, både i Tyskland och under licens i Sverige, enbart för svenskt bruk. Vidare produktion har inte undertagits.
Anskaffning av strv 122 började i och med skrotning av projekt stridsvagn 2000 och upprättandet av projekt Stridsvagn Ny år 1991. Stridsvagn Ny innebar att man lånade in de dåtida mest moderna västländska huvudstridsvagnarna för utprovning för att se vilken vagn som var mest lämpad för det svenska försvaret. Leopard 2 vann denna utprovning i konkurrens med franska Leclerc, ryska T-80U och amerikanska M1 Abrams. Den 20 januari 1994 fattade regeringen beslut om att anskaffa 120 Leopard 2 S, sedermera stridsvagn 122, varav upphandlingen blev den dittills största upphandlingen Försvarets materielverk haft ansvar för. Upphandlingen involverade stora delar av den svenska vapenindustrin för att sköta vidareutveckling och licenstillverkning. Stridsvagn 122 togs i bruk 1996 och har sedan slutleverans år 2002 varit den svenska arméns primära huvudstridsvagn. Som tjänstevagn ersatte strv 122 vagnarna strv 101, strv 102, strv 103, strv 104 och efter viss tid även strv 121. Strv 122 planeras att användas fram till 2030.

## Historia

### Framtagning (Stridsvagn Ny)
Mot slutet av 1980-talet och början av 1990-talet hade Försvarets materielverk (FMV) bedrivit försök med moderna stridsvagnar såsom M1 Abrams, Leopard 2 och T-72 för att hålla sig à jour med den tekniska utvecklingen. Resultaten visade att en ny stridsvagn behövdes omgående, särskilt i ljuset av verkan stridsvagnarna i Kuwaitkriget hade. Den projekterade utvecklingen av Stridsvagn 2000 bedömdes inte längre hållbar (högre kostnad, men främst för lång tid innan den var färdig) så våren 1991 föreslog regeringen inköp från utlandet, vilket fastställdes i försvarsbeslutet 1992.
Upphandlingen "Stridsvagn Ny" startade september 1991 och var den största upphandlingen av ett utländsk vapensystem som genomförts av Försvarets materielverk, som från hösten 1992 genomförde omfattande körprover och vintertester med amerikanska M1A2 Abrams och den – från programmet för tyska federala försvarsmakten – förbättrade versionen Leopard 2 Improved medan franska Leclerc fanns på plats först januari 1993 med ett par vagnar ur deras förserie. Brittiska Challenger 2 hade dragit sig ur på egen begäran i juni 1992.
Dessutom bedrevs omfattande tekniska prov:
- Skjutprov med relevant hotammunition mot delskrov av de olika stridsvagnarnas skyddsmoduler i chassi och torn både med och utan det ballistiska tilläggsskydd som utvecklats av Åkers krutbruk i samarbete med tyska Ingenieurbüro Deisenroth. Detta tillägg visade sig öka skyddsnivån med så mycket som 50–100 procent på både den franska och den amerikanska stridsvagnen (som en överraskad amerikansk fyrstjärnig general upptäckte vid en genomgång av resultaten). Dessa prov skedde både i respektive hemland och på Försvarets Försöksplats Karlsborg (FFK).
- Försvarets forskningsanstalt (FOA) hjälpte till med de omfattande kartläggningarna av signaturer inom olika våglängdsområden för att fastställa hur väl de olika vagnarna kunde upptäckas med till exempel radar, IR och så vidare.

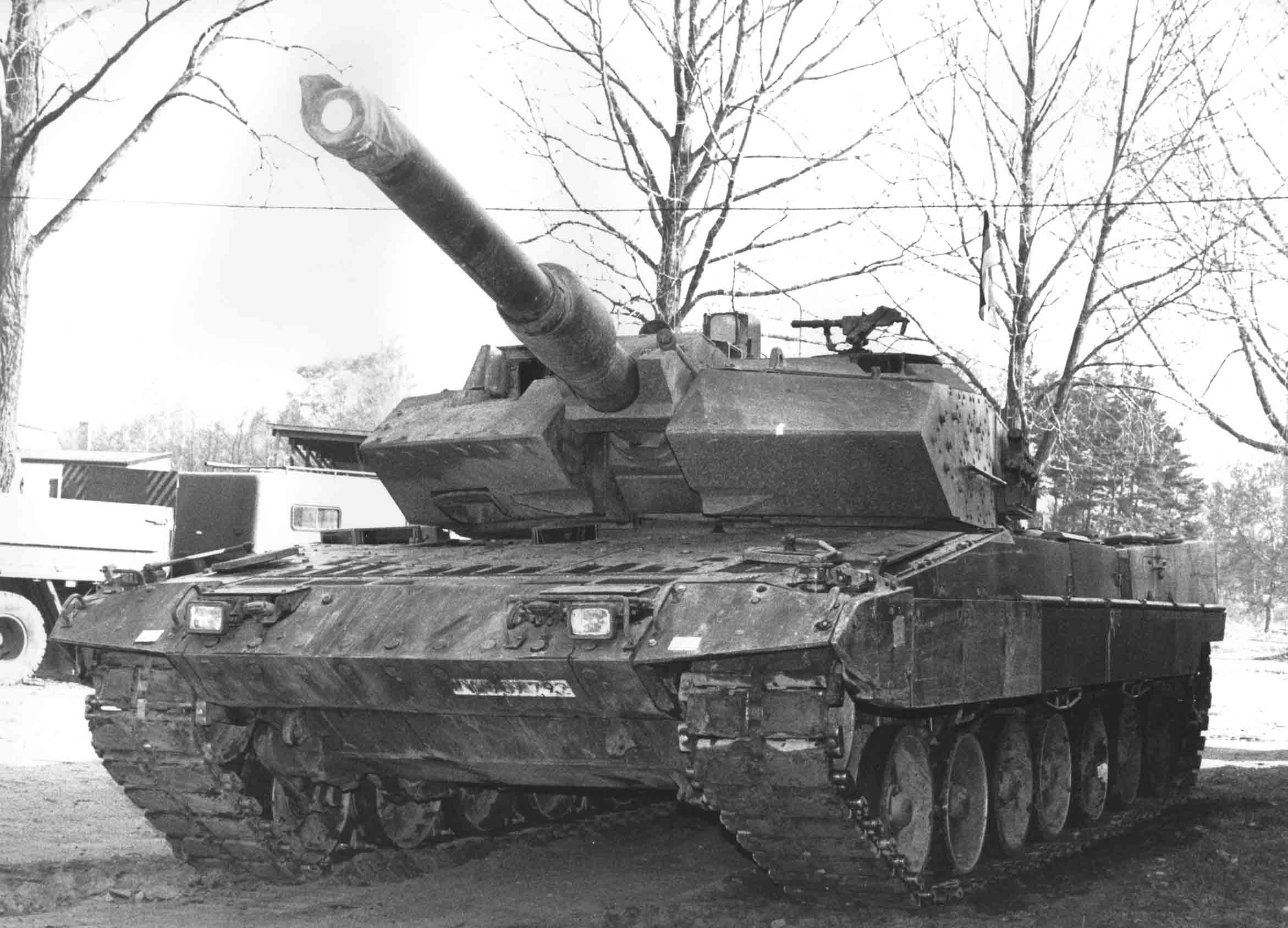
Leopard 2 Improved under utprovning i Sverige, ca 1993.
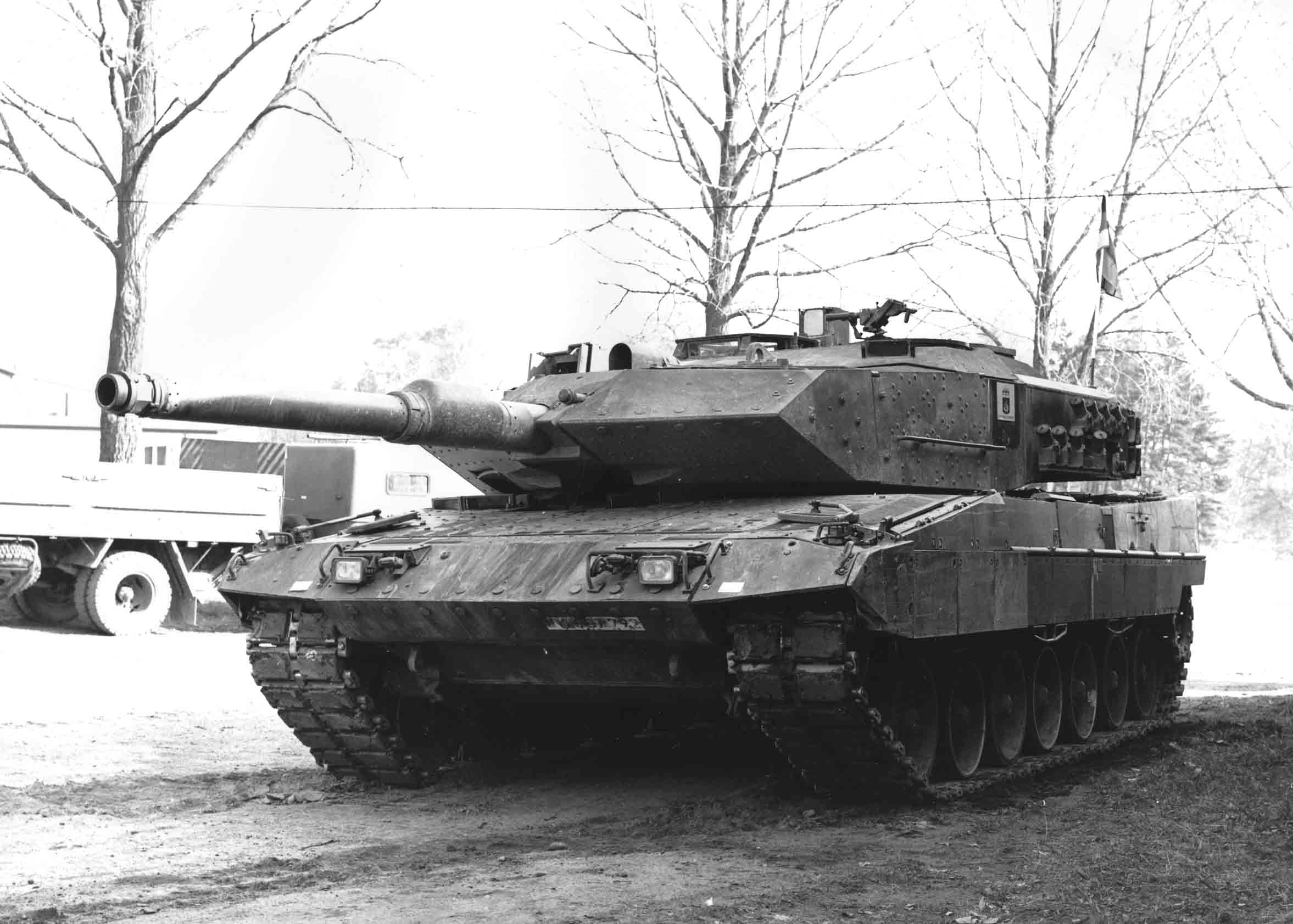
Leopard 2 Improved under utprovning i Sverige, ca 1993.
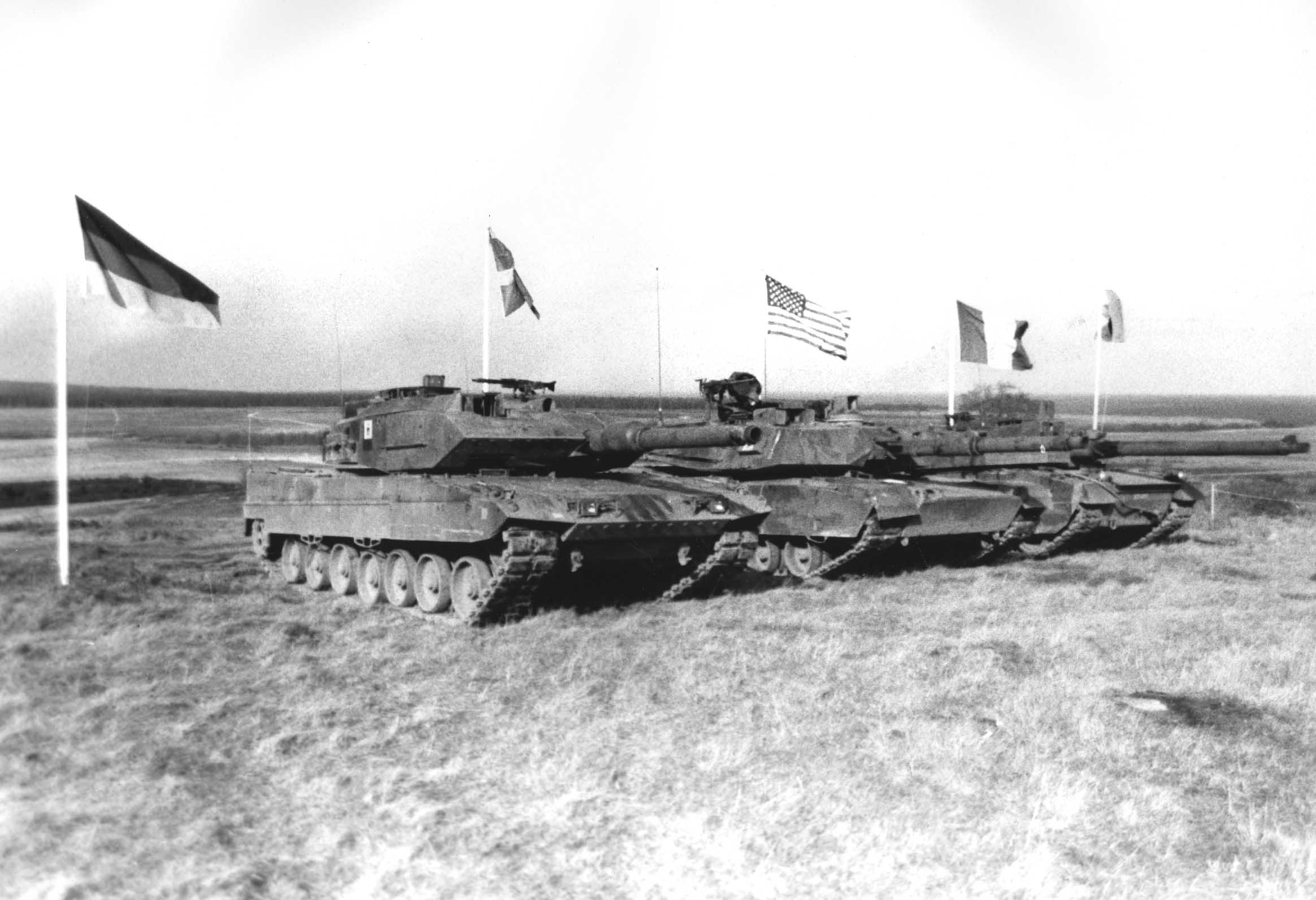
Leo 2 Imp, M1 Abrams och Leclerc under strv NY-utprovning, ca 1993.

Slutrapporten med givna offerter var färdig i december 1993 och konstaterade att Leclerc visserligen hade bra potential men inte på långa vägar var tillräckligt färdigutvecklad för svenska behov. Valet stod alltså mellan Leopard 2 som var överlägsen vad gällde rörlighet, vapensystem och skydd och M1A1 Abrams som excellerade i driftsäkerhet/underhåll och ledningssystem. Trots en prissänkning med 1 miljard och erbjudande om personlig överläggning mellan Clinton och statsminister Bildt förordades Leopard 2, som antogs av regeringen 20 januari 1994 efter att M1A1 Abrams övervägts en sista gång och slutförhandlingarna tog vid om de 120 vagnar som skulle beställas, med en option på ytterligare 90 stycken om så skulle behövas.
Kontraktet – som förutom köp och licensproduktion av stridsvagn Leopard 2 S även omfattade underhålls- och utbildningssystem – kunde undertecknas den 20 juni 1994 med Krauss-Maffei Wehrtechnik, där de tjugonio första nya Leopardstridsvagnarna sattes samman i Tyskland. Resterande 91 vagnar licensbyggdes i Sverige – Bofors med ansvar för tornet och Hägglunds som ansvariga för chassi och slutlig integration. Det första exemplaret levererades till FMV i december 1996 för typkontroll (där den som andra stridsvagn med 12 centimeter kanon gavs beteckningen stridsvagn 122) och den sista levererades till Försvarsmakten 2002.
Därigenom ingår Sverige i en så kallad ”användarklubb” benämnd CHARTA LEOBEN eller ”Leopardklubben” (där även länder som brukar Leopard 1 ingår) – totalt 17 länder däribland Chile, Danmark, Finland, Kanada, Norge, Polen, Portugal, Singapore, Turkiet och Österrike.

### Användning på förband

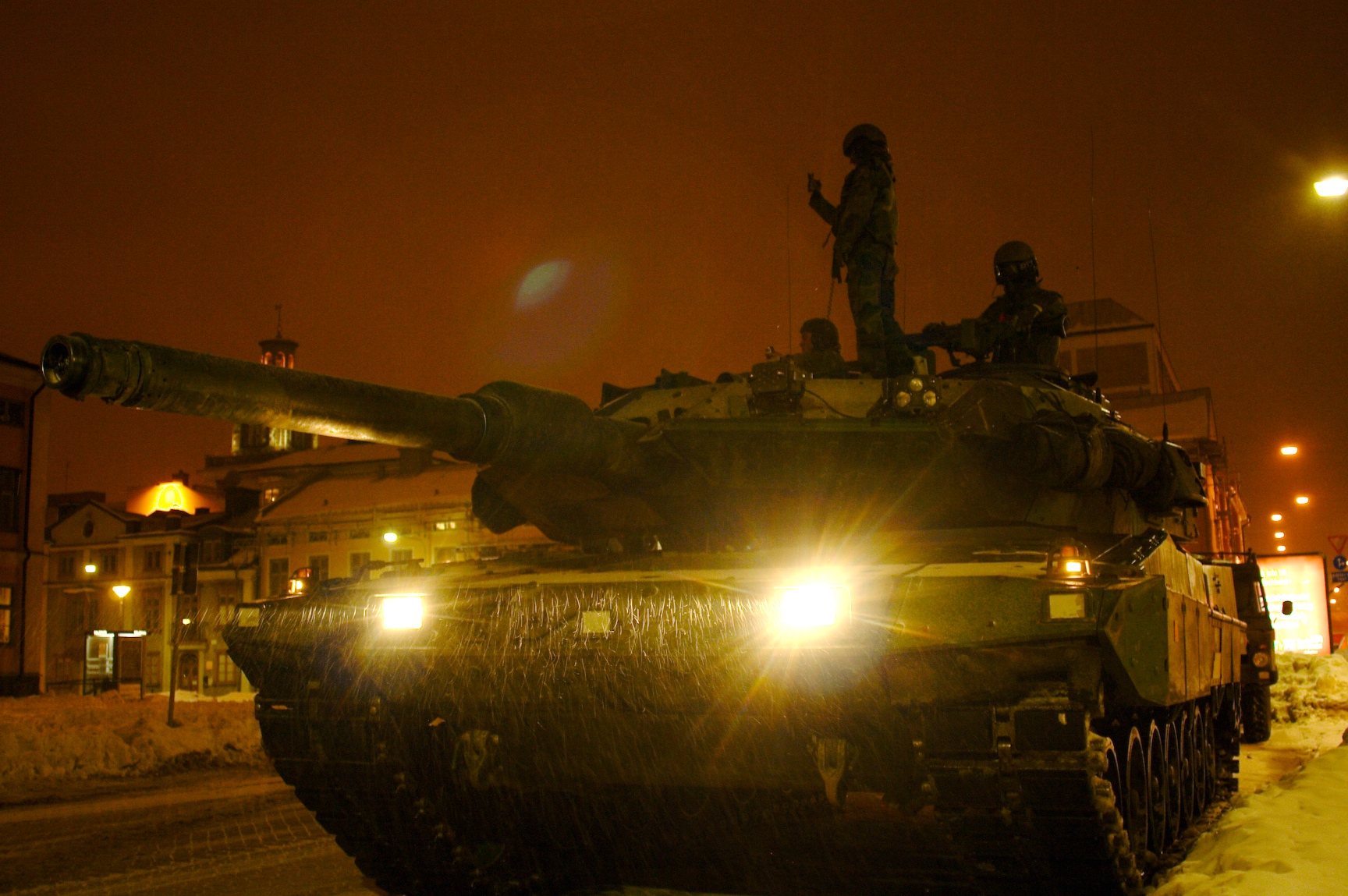
Stridsvagn 122A under en övning 2006.

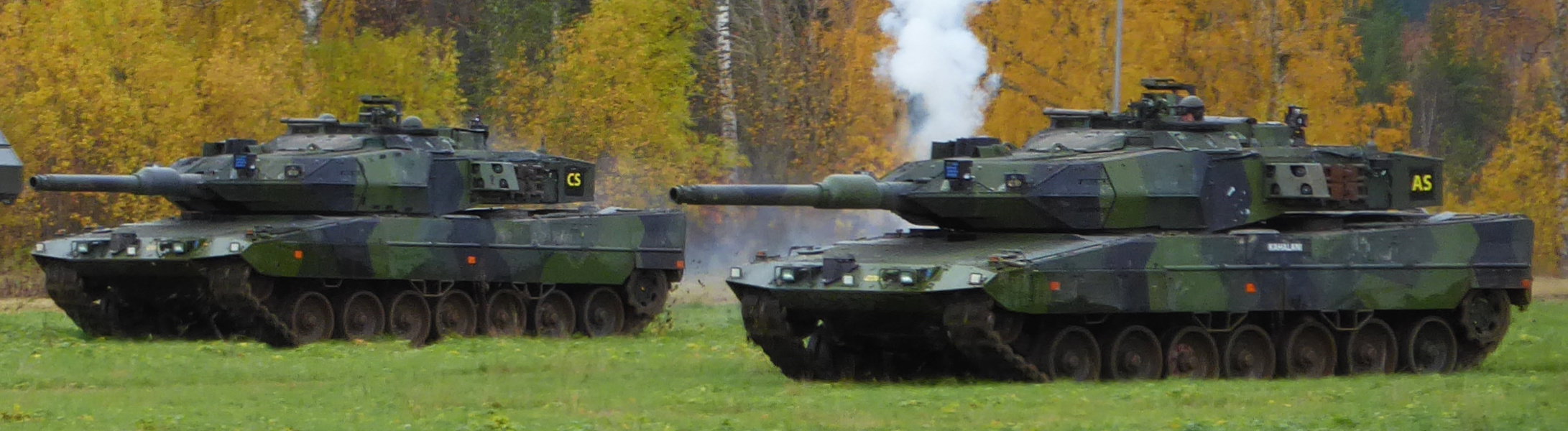
Två strv 122A under Garnisonens dag i Boden 2017.

Den 20 januari 1994 beslöt regeringen Bildt att införskaffa 120 stycken Leopard 2 Improved (stridsvagn 122) med option på 90 stycken vagnar samt leasing av 160 stycken Leopard 2A4 (stridsvagn 121) från Tyskland. Norrbottensbrigaden (MekB 19), Skaraborgsbrigaden (PB 9) och Skånska dragonbrigaden (PB 8) skulle i nämnd ordning tillföras stridsvagn 122. För att PB 8 skulle tillföras stridsvagn 122 krävdes dock att Sverige utnyttjade optionsrätten på de resterande 90 vagnarna. Dock så var inställningen negativ inom armén till att Sverige över huvud taget skulle komma att utnyttja optionsrätten då det ansågs att materielanslaget behövdes till andra ändamål. Detta medförde att PB 8 valde att enbart gå vidare med stridsvagn 121.
Stridsvagn 121 kom därför att fördelades på Södra skånska brigaden (MekB 7), Skånska dragonbrigaden (MekB 8) och Södermanlandsbrigaden (MekB 10). Sedan 2002 har stridsvagnen utgått ur krigsorganisationen, och förrådsställdes i syfte att sälja dem i samarbete med den tyska staten. I februari 2014 uppgavs det i media att hundra av de ursprungligen 160 stridsvagn 121 återgick till Tyskland där de antingen skulle renoveras och säljas vidare eller skrotas.
Kvar i den svenska krigsorganisationen finns sedan 2002 endast stridsvagn 122, vilka var fördelade på Norrbottens regemente (I 19), Skaraborgs regemente (P 4) och Södra skånska regementet (P 7). I framtida insatsorganisation (IO-14) planeras tre stridsvagnskompanier strv 122 att ingå, av vilka två kommer att organiseras och utbildas av P 4 och ett på I 19. Under 2011 mottog Försvarsmakten de fyra första av totalt 14 stycken stridsvagn 122B (ett kompani) och en Bärgningsbandvagn 120B, vilka i grunden är befintliga vagnar som modifierats. Dessa är avsedda för utlandstjänst. Under 2012 användes stridsvagn 122 ytterst sparsamt och utbildning på vagnarna skedde endast vid P 4 i Skövde och vid I 19 i Boden. Sedan införandet nyttjades vagnarna enligt ett rullande schema så att slitaget spreds jämnt över vagnparken. Detta upphör i.o.m. renoveringen av 42 stycken till 122C, som ska vara fast placerade vid respektive förband i enlighet med IO-14. Ett kompani (14 st) strv 122B kommer dessutom att vara tillgängligt för utlandstjänst.

## Stridsvagn 121

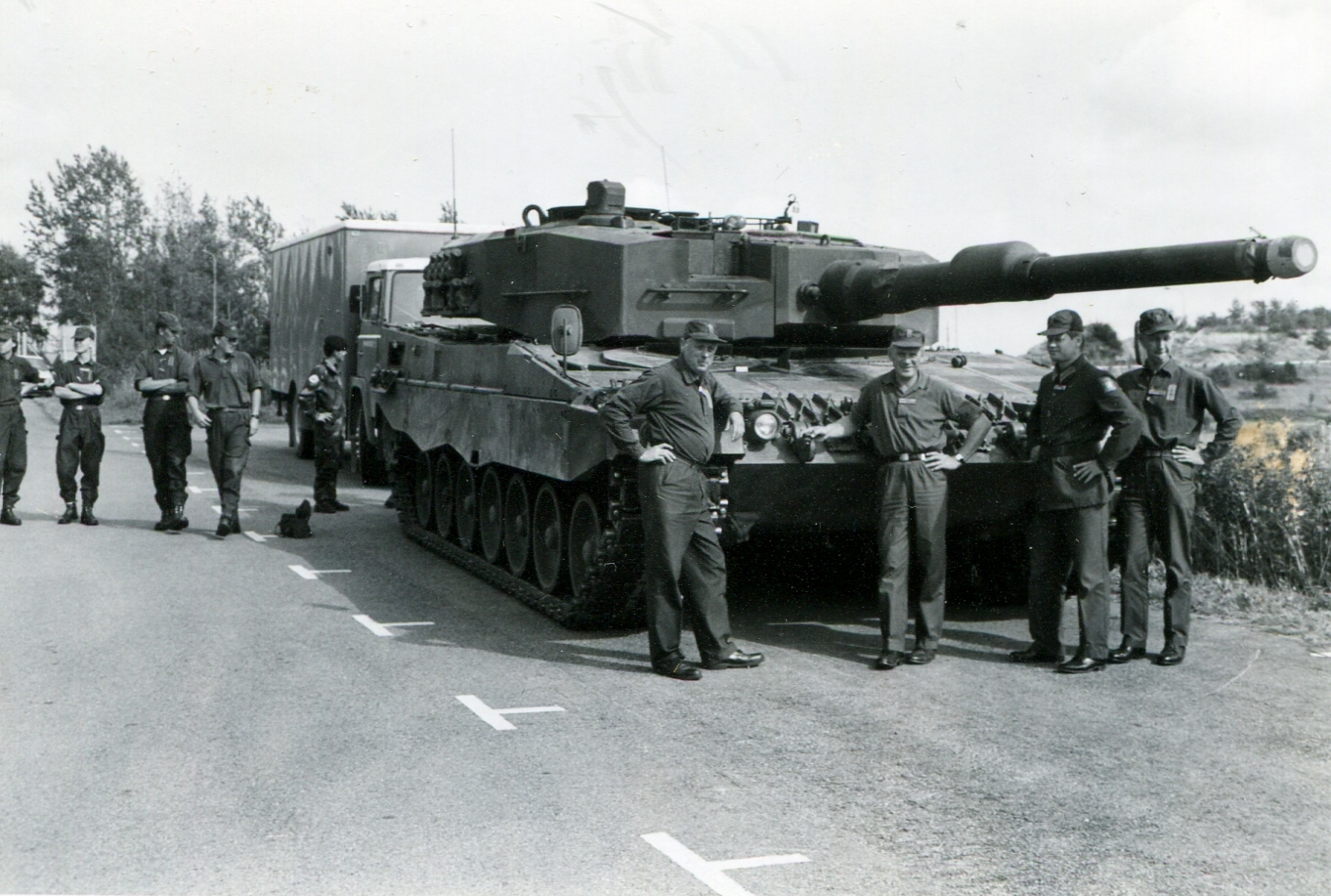
Stridsvagn 121

Under samma tid som förhandlingarna om Leopard 2 S pågick slog Tyskland, genom sammanslagningen mellan Öst- och Västtyskland, i taket för antalet stridsvagnar som kunde innehas enligt nedrustningsavtalet från 1990 och Två plus fyra-fördraget från samma år. För att minska fordonsparken och möta kraven från de olika avtalen, erbjöds Sverige ett ytterst förmånligt leasing-avtal om 160 stycken Leopard 2A4 som tecknades 12 augusti 1994 (och därigenom avbröt de halvårslånga försök med de T-80U som lånats in för att se om de var ett gångbart alternativ). Leveranserna av Leopard 2A4 hade dock påbörjats redan vintern 1994, då den första vagnen kom till Skövde den 23 februari 1994. Den första vagnen användes som försöksvagn för olika anpassningar till svenska krav och föreskrifter samt önskemål från Försvarsmakten. Den 2 september 1994 levererades den första omgången av 20 vagnar till Hässleholm, Skövde, Strängnäs och Revingehed. I december samma år var 159 vagnar levererade, varav en vagn levererats till Krauss-Maffei i München. Innan stridsvagnen kom ut på utbildningsförbanden, gjordes en teknisk genomgång. Där vagnarna utrustades med svensk radioutrustning, reflexer och belysning för vägtrafik samt målade i svenskt kamouflagemönster. I Sverige kom Leopard 2A4 benämnas stridsvagn 121 (vilket förkortas strv 121), då stridsvagnen blev den första i svenska armén med en 12 cm kanon. Utbildningsåret 1995/1996 påbörjades den första utbildning med stridsvagn 121 vid brigaderna. 
Genom försvarsbeslutet 2000 togs stridsvagn 121 ur freds- och krigsorganisationen 2002, då försvaret endast kom att utbilda sina förband på de 120 stridsvagn 122. År 2011 löstes leasingkontraktet med Tyskland. Drygt 20 vagnar behölls i Sverige för att modifieras till Brobandvagn 120 och Ingenjörbandvagn 120. Sex vagnar demonterades i Skövde på Försvarsmaktens markverkstad, för att sedan skickas till RUAG i Schweiz för ombyggnation till Ingenjörbandvagn 120 där fyra vagnar sedan återgick till Sverige. I september 2013 köpte den indonesiska armén 103 vagnar från Tyskland av den modell, Leopard 2A4, som den svenska stridsvagn 121 var baserad på. I februari 2014 uppgavs det i media att dryga hundra av de ursprungligen 160 stridsvagn 121 återgick till Tyskland, där de skulle renoveras och säljs vidare. Vid Skaraborgs regemente finns 10–12 vagnar kvar som används vid bärgningsutbildning.

### Stridsvagn 121B

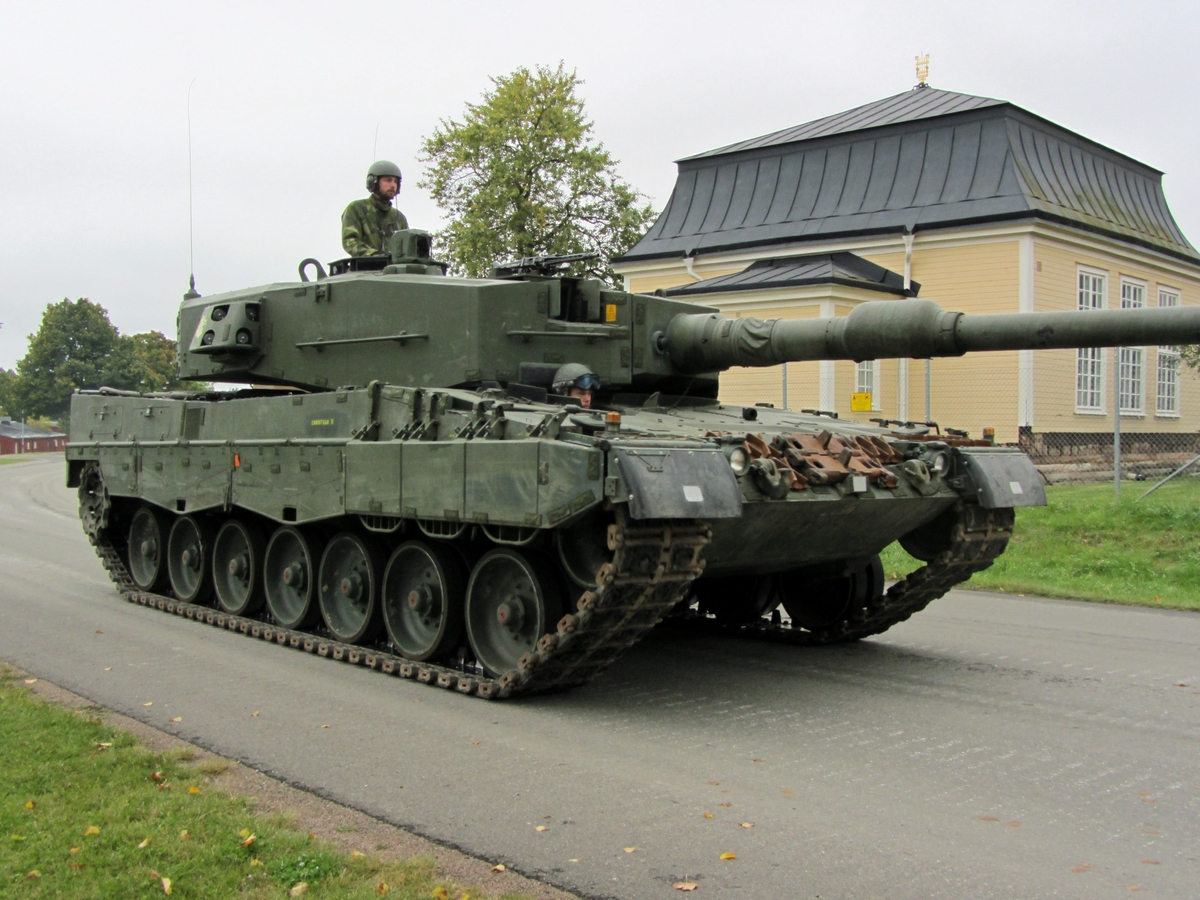
Stridsvagn 121B på Pansartrupperna och Skaraborgs regemente som pansarregementes gemensamma 70-årsjubileum, 2012. Notera Galix-rökkastare på sidan av tornet.

Under tidigt 2000-tal fanns ett projekt att uppdatera stridsvagn 121 till en ny standard i likhet med strv 122. Denna modell betecknades stridsvagn 121B medan tidigare standard retroaktivt blev stridsvagn 121A. En prototyp (M5230-121021) byggdes under projektnamnet stridsvagn 121 Prototyp (strv 121 PT) och prövades från runt november 2003 till april 2004.
Till ändringarna ingick bland annat (småändringar inte medräknade): Galix rökkastare, elriktat kanontorn, ekoväxel för skytten, vapengyro flyttad till kanonens ovansida, nytt reservsikte med en ballistisk streckplatta, backningskamera, ombyggd motorventilation, strv 122 färdbromsar, ny batterityp, nytt hjälpstartuttag, digital motorkontrollanläggning (MKA), digital koppling, lokaltelefonsystem LTS-90, två Radio 180, uttag för underhållsladdning bak på vagnen, nödstopp av torn på förarplats, anslutnigslåda för yttertelefon bak på vagnen, nödfrånkoppling av kylfläktar (napalmskydd).
Projektet gick ingenstans med prototypen sågs rulla på Pansartrupperna och Skaraborgs regemente som pansarregementes gemensamma 70-årsjubileum 2012.

## Vidareutveckling

### Stridsvagn 122B
I början av 2000-talet ledde Sverige ett internationellt samarbete med Holland, Norge, Tyskland och Schweiz avseende utveckling av ett minskydd till Leopard 2. Resultatet blev mycket lyckat efter att minskyddet utprovats i Sverige 2002 lät FMV uppgradera tio av de befintliga 120 strv 122-vagnarna med denna nya skyddslösning. Dessa vagnar kom därefter att betecknas stridsvagn 122B (Bertil) och de äldre vagnarna fick följaktligen beteckningen stridsvagn 122A (Adam). Med det nya minskyddet har strv 122:s stridsvikt ökat från 62,5 ton till 65,2 ton, vilket ligger nära taket för vad den civila infrastrukturen medger.
År 2010 beställde försvarsmakten ett Bertil-baserat modifieringspaket till stridsvagn 122-systemet för anpassning till utlandstjänst. Syftet med beställningen var att ha färdiga insatsberedda tunga stridsvagnar för att snabbt kunna förstärka en utlandsinsats vid behov. Vid tidpunkten använde tre nationer tunga stridsvagnar som en del av insatsen i Afghanistan, där vikten av skydd och eldkraft hade visat sig betydelsefull för stridsvagnens användbarhet i landet. Bland annat hade kanadensisk insättning av tunga stridsvagnar i Afghanistan resulterat i en märkbar reducering av antalet stupade och skadade soldater för den kanadensiska armén.
Beslut togs att uppgradera fyra stridsvagn 122A samt en bärgningsbandvagn 120. Modifieringen genomfördes i huvudsak vid Miloverkstaden i Skövde och involverade installation av minskydd motsvarade det hos stridsvagn 122B. Ytterligare modifieringar genomfördes för att anpassa vagnarna till en insats i varmare klimat. Bland annat byttes bandens gummibandplattor ut mot värmebeständiga och tåligare mot vassa stenar dito. Även sambandsutrustningen modifierades för att kunna användas vid NATO-ledda insatser. Därutöver togs en ny maskeringsutrustning fram av Saab Barracuda – skräddarsydd för varmare klimat och för minskat dammuppkast från bandaggregatet. Ett system som klipper av stålvajrar uppspända över vägen monterades. Dessa vajerförsåt gillrades vanligen som förståtsfällor i Bosnien och Kosovo under jugoslaviska krigen med mera, uppspända i nivå med stridsvagnars tak och ämnar vålla skada mot vagnpersonal uppsatta i takluckorna. De modifierade vagnarna överlämnades till svenska försvarsmakten i maj 2011 och de fick då beteckningen stridsvagn 122B Int (för internationell insatts) och bärgningsbandvagn 120B.

### Stridsvagn 122C och D (REMO)
I augusti 2013 tillkännagav Cecilia Widegren såsom vice ordförande i försvarsutskottet att regeringen miljardsatsar på försvaret då Försvarsmakten ska få genomföra den planerade renovering som stoppades av Genomförandegruppen 2008. Vid närmare granskning visade sig att "satsningen" dels bestod av sedan flera år undanlagda medel från försvarsbudgeten, dels att inte alla stridsvagnar omfattades. I slutet av augusti 2013 förtydligar försvarsministerns sekreterare att av försvarets totalt 120 stridsvagnar kommer 56 vagnar att omfattas av projektet, övriga 64 – inklusive de 14 st som i början av oktober 2013 skeppades till Gotland – förrådställs utan åtgärder. Resterande kommer, förutom nya förslitningsdelar som t.ex. blybatterier och packningar även att uppgraderas med ledningssystemet Stridsledningssystem bataljon (SLB), som också planeras att tillföras stridsfordon 90 vid deras livstidsförlängning, som komplement till nuvarande vagnchefens ledningssystem TCCS (Tank Command and Control System, "vagnlednings- och kontrollsystem"). Vidare åtgärder är TIM (vagnchefens sikte), nytt kommunikationssystem, modulärt 360° ballistiskt skydd istället för koncentrerat till fronten, systemförberedelse för användning i internationella missioner och anpassning för olika klimatzoner.
Av de 56 aktiva stridsvagnarna planerades 14 stycken att vara 122B (sedermera ombetecknade strv 122D), vagnar färdigställda med extra minskydd och klimatkontroll för utlandstjänst. Resterande skulle vara av Adam-utförande och planerades erhålla ombeteckningen strv 122C. Möjligen antogs REMO kunna utföras på ett mindre antal (6–14) ytterligare, som då kan användas som utbytesvagnar vid reparation och underhåll, men det berodde på utfallet av de förhandlingar med systemleverantören, tyska bolaget Krauss Maffei Wegmann, som FMV inledde under sommaren 2013.
I april 2016 meddelade FMV att 88 st stridsvagn 122 kommer moderniseras och renoveras. Beställning lades 23 mars 2016 till leverantör Krauss-Maffei Wegmann GmbH & Co KG att leverera 46 stycken uppgraderade strv 122C och D, 4 stycken bgbv 120 C och D samt 48 stycken materielsatser för uppgradering av stridsvagnarna och bärgningsbandvagnarna vid FMV/FSV. Arbetet kommer utföras av tyska Krauss-Maffei Wegmann och kommer fortgå under 8 år. Utöver detta anskaffas även verktyg och reservdelar för tre års fredsdrift. Utökning av uppdraget med fordon för Stridsgrupp Gotland gjordes 9 mars 2017 om 11 stycken strv 122A och 2 stycken bgbv 120A.

### Stridsvagn 123A och B
I oktober 2023 tillkännagav försvarsmakten att FMV tecknat ett kontrakt med KMW avseende uppgradering av 44 stycken strv 122 som inkluderar bland annat en ny kanon med ett L/55 eldrör (Rh-120 L55 A1) för högre räckvidd och pansargenomslag, nytt bandaggregat (upphängning), nya band, nya mörkersikten samt större möjlighet till programmerbar ammunition. Dessa vagnar kommer betecknas stridsvagn 123A. Varianten är listad av Leopard 2:s tillverkare KNDS som Leopard 2 A7 SWE samt MBT123C (main battle tank, "huvudstridsvagn", 123 C), vilket indikerar att vagnen bygger på eller har byggt på Cesar-varianten av stridsvagn 122 under projektering.
I januari 2025 framkom att 66 befintliga strv 122 vagnar skulle uppgraderas till strv 123A, med leveranser planerade från 2027 till 2030, samt att FMV tecknat ett kontrakt att anskaffa 44 nytillverkade stridsvagnar av typen Leopard 2 A8, betecknade stridsvagn 123B, med leveranser planerade från 2028 till 2031. De båda kontrakten omfattar närmare 20 miljarder kronor. FMV utger att de var tidigt ute och säkrade upp produktionskapacitet hos leverantören.

## Övriga Leopard 2-fordon
Leopard 2-chassit används också som bas för andra fordon, vilket förenklar underhållet då dessa därigenom har många vitala komponenter gemensamma med strv 121/122.

### Brobandvagn 120

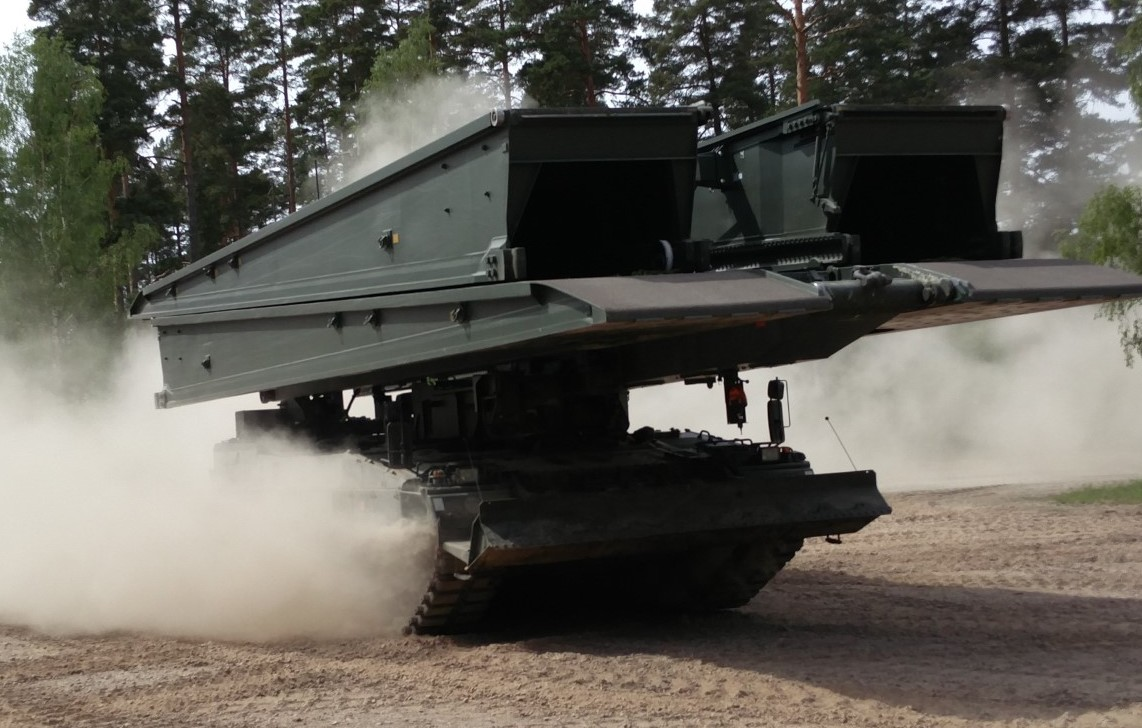
Brobandvagn 120

Brobandvagn 120 (brobv 120) är en broläggare baserad på Leopard 2-chassit med det tyska brosystemet Leguan. Brobandvagnen är byggd för att snabbt lägga temporära broar för att förbättra framkomligheten vid svåra terränghinder och över vattendrag. Det som skiljer brobv 120 från exempelvis ingbv 120 och bgbv 120 är att den är utrustad med AC, APU och hydraulisk bandspänning, vilket övriga modeller ej har till viss grad.

### Bärgningsbandvagn 120
Bärgningsbandvagn 120 (bgbv 120) som är den svenska varianten av Bergepanzer 3 Büffel vilken är en bärgningsvagn (till först och främst strv 121/122) och ersatte den Centurion-baserade bgbv 81. Bgbv 120 beställdes vid halvårsskiftet 1999, en av de sista dagarna den omförhandlade optionen var giltig. I en första omgång beställdes 10 stycken, därefter har ytterligare fyra stycken beställts. Totalt är det tio kompletta vagnar samt fyra utbildningsvagnar utan motoraggregat.
Leverans av den första bgbv 120 ägde rum den 6 juni 2002 och den sista levererades till FMV i november 2003. En av dem har uppgraderats med extra skydd för användning i utlandstjänst och levererades 2011 som bärgningsbandvagn 120B.

### Ingenjörbandvagn 120

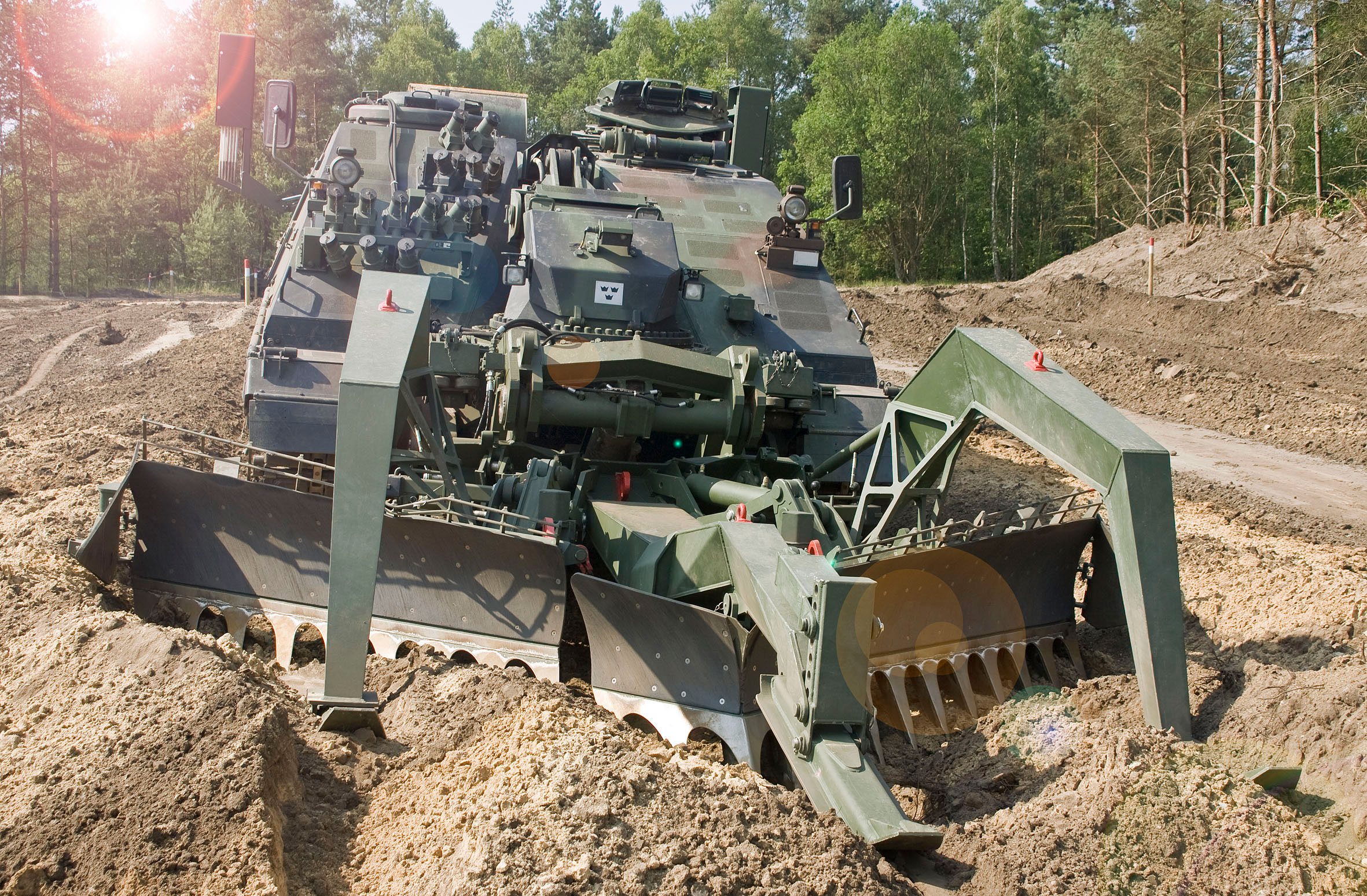
Ingenjörbandvagn 120 med minplog monterad istället för grävarm.

Ingenjörbandvagn 120 (ingbv 120) är ett ingenjörs/fältarbetsfordon, som dessutom kan användas vid katastrofinsatser (till exempel jordbävningar). De sex vagnar som beställts började levereras hösten 2011.

## Konstruktion

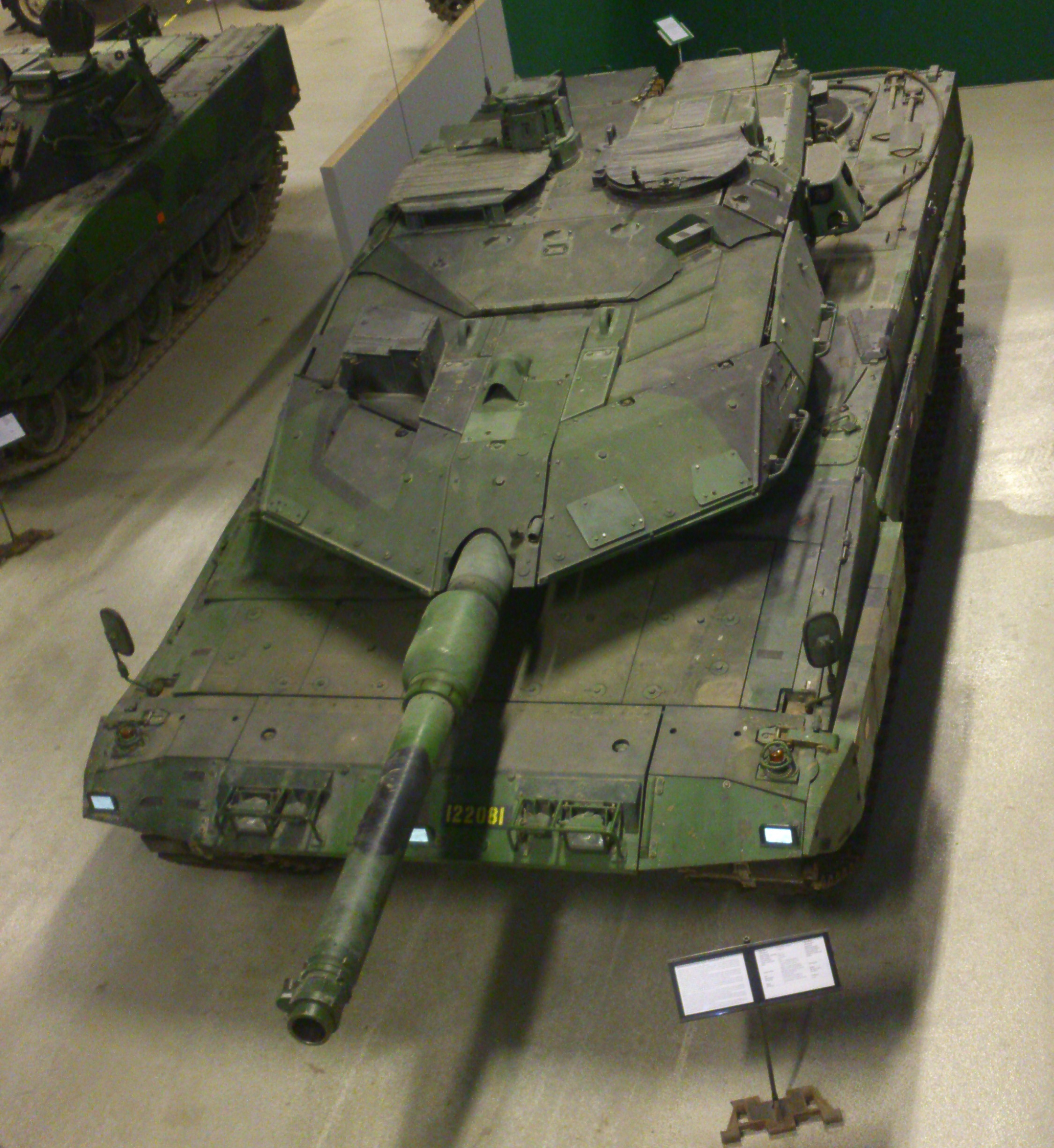
Stridsvagn 122A på Försvarsfordonsmuseet Arsenalen.

Grunden är Leopard 2 som är konventionellt utformad med främre delen av skrovet avdelat: föraren till höger, ammunitionslager till vänster, och det halongasbaserade eldsläckningssystemet bakom föraren. Motorpaketet är placerat i bakre delen av skrovet och det centrummonterade tornet huserar vagnchefen på höger sida, skytten lägre och framför chefen och laddaren på vänster sida.
Samtliga har försetts med Ra 180 och lokaltelefonsystem LTS 90 för intern kommunikation levererade av Ericsson.
Dessutom finns Barracudas kamouflagenätssystem (Multi Spectrum Cover) – som förutom att bryta upp konturerna reducerar den infraröda värmestrålningen – att montera.

### Skydd
Stridsvagn 122 bygger precis som Leopard 2A5 på Leopard 2 Improved, men skiljer sig från den med ett antal förbättringar.
Den största skillnaden är pansarskyddet som är helt omgjort med ett yttre tilläggsskydd av pansarstål från SSAB. och skyddsmoduler från samarbetsprojektet mellan Åkers Krutbruk och IDB med de förra som leverantör. Vidare installerades genomslagsskydd mot substridsdelar för taket och betydligt tjockare luckor för besättningen. Slutligen installerades utstötnings- och splitterskydd på insidan. Även sidokjolarna modifierades, motorns kylsystem försågs med branddetektor för att inte suga in eld och anpassade förrådslådor fästes på utsidan. Eftersom totalvikten ökat med nästan sju ton redan här förstärktes fjädringen med kraftigare torsionsstavar.
| Skydd för                      | Leopard 2A1-A3 | Leopard 2A4 | Leopard 2A5 | Stridsvagn 122 |
| ------------------------------ | -------------- | ----------- | ----------- | -------------- |
| Skrovfront Pilprojektil:       | 350–550 mm     | 600 mm      | 620 mm      | 620–780 mm     |
| Skrovfront Pansarspränggranat: | 520 mm         | 620–710 mm  | 620–750 mm  | 750–920 mm     |
| Tornfront Pilprojektil:        | 500–550 mm     | 590–690 mm  | 850–930 mm  | 920–940 mm     |
| Tornfront Pansarspränggranat:  | 810 mm         | 810–1290 mm | 980–1730 mm | 1290–1960 mm   |

### Stridsvagnskanon
Kanonen är licenstillverkad av Bofors och baserad på den slätborrade 12 cm Rheinmetall Rh-120 L/44 som används i strv 121, men rekylbromsen är modifierad för möjliggöra en framtida uppgradering till samma L/55-eldrör som på Leopard 2A6 om så önskas. Dessutom byttes det hydrauliska tornriktningssystemet ut mot elektrisk drivning vilket också förbättrat precisionen. En främre kjol skyddar eldrörsgivaren och minskar även bildningen av slagskuggor.
Till såväl stridsvagn 122 som stridsvagn 121 införskaffades den bästa pansarbrytande pilprojektilen som fanns på marknaden vid tillfället för anskaffning, M322 från Israel Military Industries (IMI), sedermera betecknad 120/95 slpprj 95 (120 mm patron m/95 spårljuspansarprojektil m/95), kortfattat bara pil 95. Projektilen har en utgångshastighet om 1 700 meter per sekund och kan slå igenom över en halv meter av valsat homogenpansar på längre stridsavstånd. Som spränggranat byggdes en äldre vinggranat om i Sverige för bekämpning av trupp och lätt skyddade mål, sedermera betecknad 120/95 slsgr 95 (spårljusspränggranat m/95), kortfattat bara spränggranat 95. Under slutet av 1990-talet utvecklade NAMMO LIAB AB en 120 mm flermålsspränggranat för både svenskt bruk och export, utformad med programmerbar luftbrisad mot bland annat helikoptrar och trupper bakom skydd men det är inte känt om modellen skulle antagits av den svenska försvarsmakten i någon kapacitet. År 2022 tillkännagavs att israeliska Elbit Systems tilldelats ett kontrakt på 27 miljoner dollar för att förse svenska försvarsmakten med den liknande natokompatibla programmerbara spränggranaten M339.

### Rökkastare
Istället för de Wegmann rökkastare som brukas hos de flesta Leopard 2-varianter är de svenska stridsvagn 122-vagnarna försedda med rökkastarbatteri av typ Galix (rökkastarbatteri systemmodell 122) från GIAT Industries. Systemet har hälften så många utskjutningsrör som Wegmann-systmet, fyra 80,5 mm utskjutningsrör per sida, men med flera rökgranater per rör. Rökkastarna avfyrar rökgranater som skapar ett moln av tjock, IR-blockerande rök. Den ligger kvar i 1–2 minuter under vilka vagnen kan omgruppera utan insyn.

### Elektronik
Jämte tyska ursprungmodellen fick svenska stridsvagn 122 ny elektronik som ökade förmågan över alla andra samtida stridsvagnar vid tiden för anskaffning; exempelvis:
- bildförstärkare till föraren för mörkerkörning
- vagnchefen fick en egen uppsättning av samma IR-sikte som skytten
- eldledningsdatorn uppgraderad till att hantera 12 olika sorters ammunition

Den verkliga revolutionen var det datoriserade ledningssystem som svenska Celsius Tech Systems AB vidareutvecklade från prototypen i 'Leopard 2 Improved' och kallade Tank Command & Control System (TCCS). Basen är en digital karta som visas på vagnchefens skärm, där både den egna vagnens och alla kända fordons exakta position visas. Dessutom kan övriga navigationsdata, taktisk och annan information, vagnstatus etc. visas allt efter behov. Eftersom all information delas fortlöpande mellan alla som använder samma system betyder det att alla omedelbart får veta vad en känner till, vilket gör att vilken vagn som helst kan leda upp till bataljonsnivå, inklusive eldledning av artilleri. Dessutom har föraren en skärm dit vagnchefen kan anvisa körriktning i form av brytpunkter.

### Besättning

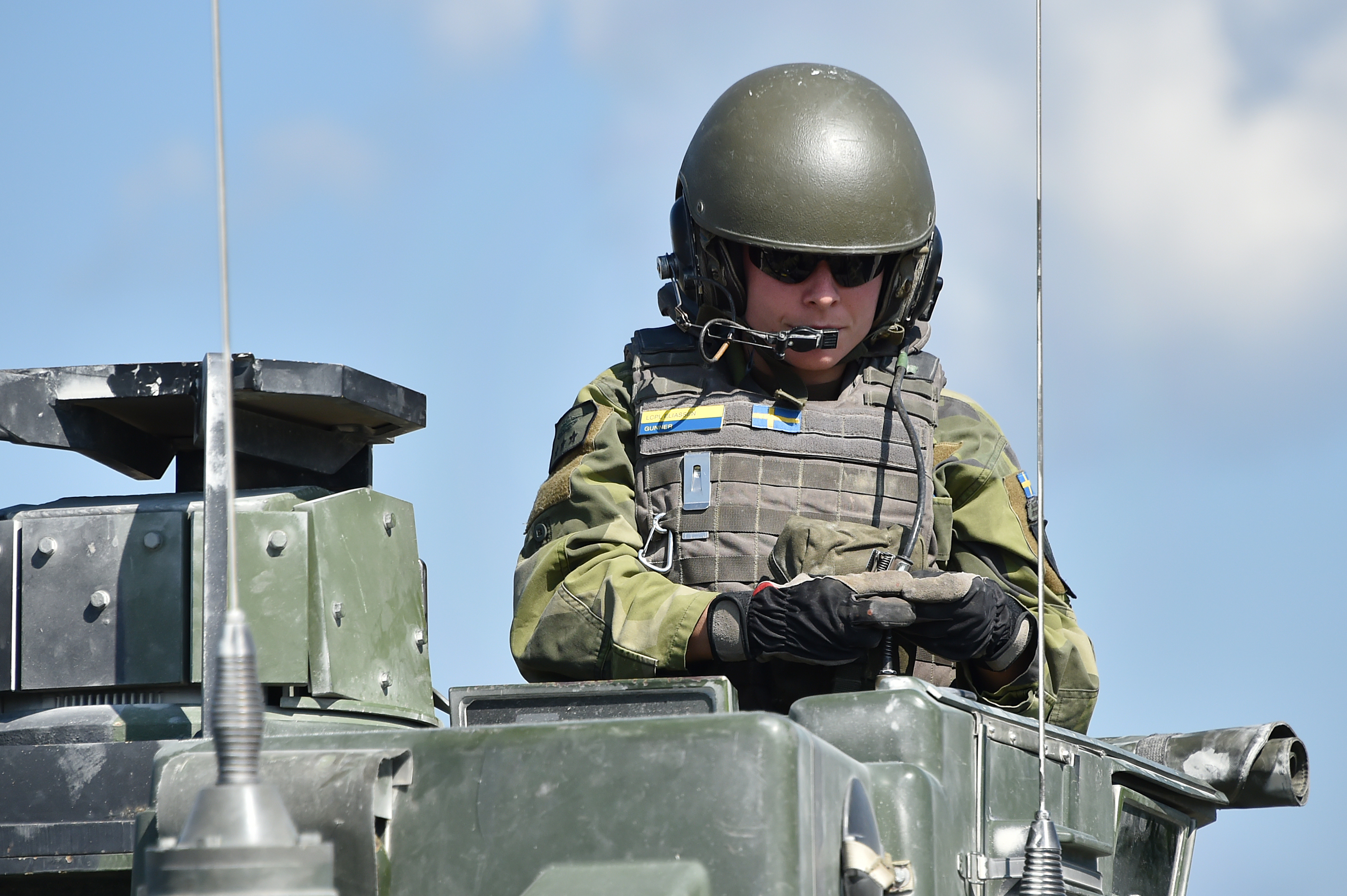
En vagnschef från Wartofta kompani: Skaraborgs regemente.

Besättningen i stridsvagn 122 består av fyra personer: En förare i skrovets förarutrymme samt en vagnchef, en skytt och en laddare uppe i tornet.
- Förare – ställföreträdande chef i skrovet vars huvuduppgift är att köra stridsvagnen. Utöver att köra stridsvagnen är det föraren som leder vårdarbetet av vagnen. Föraren har koll på vad som behöver kontrolleras, lagas, fixas och smörjas.[36]
- Vagnchef – tornbesättning vars uppgift är att föra befäl i vagnen och har därmed ansvar över de andra i besättningen. Vagnschefens roll är att ta emot information, tala om vad som ska göras, hur det ska göras, samt vart vagnen ska.[37]
- Skytt – tornbesättning vars främsta uppgift är att observera och nedkämpa andra stridsfordon med stridsvagnens kanon och kulspruta.[38]
- Laddare –  tornbesättning vars uppgift är att betjäna kanonen och kulsprutan. Laddaren är även vagnens hjälpande hand vad gäller mat och besättningens uthållighet.

## Teknisk data
| Beskrivning                                  | Stridsvagn 121A                                                                 | Stridsvagn 122A                                                                 | Stridsvagn 122B                                                                 |
| -------------------------------------------- | ------------------------------------------------------------------------------- | ------------------------------------------------------------------------------- | ------------------------------------------------------------------------------- |
| Besättning:                                  | 4 stycken: vagnchef, förare, skytt, laddare                                     | 4 stycken: vagnchef, förare, skytt, laddare                                     | 4 stycken: vagnchef, förare, skytt, laddare                                     |
| Tomvikt:                                     | 52,0 ton                                                                        | 57,3 ton                                                                        | –                                                                               |
| Tjänstevikt:                                 | –                                                                               | 60,42 ton                                                                       | –                                                                               |
| Stridsvikt:                                  | 55,2 ton                                                                        | 61,42–62,5 ton                                                                  | 65,2 ton                                                                        |
| Tornvikt:                                    | 16 ton                                                                          | 21 ton                                                                          | 21 ton                                                                          |
| Framkomlighet                                |                                                                                 |                                                                                 |                                                                                 |
| Upphängning:                                 | Torsionsstavar med hydrauldämpning, fjäderupphängda returrullar.                | Torsionsstavar med hydrauldämpning, fjäderupphängda returrullar.                | Torsionsstavar med hydrauldämpning, fjäderupphängda returrullar.                |
| Skrovlängd:                                  | –                                                                               | 7,93 m                                                                          | 7,93 m                                                                          |
| Totallängd med eldrör framåt                 | 9,67 m                                                                          | 9,97 m                                                                          | 9,97 m                                                                          |
| Bredd:                                       | 3,75 m                                                                          | 3,78 m                                                                          | 3,78 m                                                                          |
| Takhöjd:                                     | 2,79 m                                                                          | 2,99 m                                                                          | 3,03 m                                                                          |
| Totalhöjd med antenner                       | –                                                                               | 4,36 m                                                                          | 4,36 m                                                                          |
| Markfrigång:                                 | 0,54 m framtill, 0,48 m baktill                                                 | 0,54 m framtill, 0,48 m baktill                                                 | 0,54 m framtill, 0,48 m baktill                                                 |
| Vadningsdjup:                                | 1,4 m                                                                           | 1,4 m                                                                           | 1,4 m                                                                           |
| Vadningsdjup med snorkel:                    | 4,0 m                                                                           | 4,0 m                                                                           | 4,0 m                                                                           |
| Dikestagning:                                | 3,1 m                                                                           | 3,1 m                                                                           | 3,1 m                                                                           |
| Vertikal hindertagning:                      | 1,1 m                                                                           | 1,1 m                                                                           | 1,1 m                                                                           |
| Motor                                        |                                                                                 |                                                                                 |                                                                                 |
| Typ:                                         | 12-cylinders, multibränsle/diesel 4takts med dubbel utblås-turbo                | 12-cylinders, multibränsle/diesel 4takts med dubbel utblås-turbo                | 12-cylinders, multibränsle/diesel 4takts med dubbel utblås-turbo                |
| Modell:                                      | MTU MB 873 Ka-501                                                               | MTU MB 873 Ka-501                                                               | MTU MB 873 Ka-501                                                               |
| Fabrikat:                                    | MTU Friedrichshafen GmbH                                                        | MTU Friedrichshafen GmbH                                                        | MTU Friedrichshafen GmbH                                                        |
| Vikt:                                        | 6 120 kg                                                                        | 6 120 kg                                                                        | 6 120 kg                                                                        |
| Slagvolym:                                   | 47,6 liter (47,600 cm³)                                                         | 47,6 liter (47,600 cm³)                                                         | 47,6 liter (47,600 cm³)                                                         |
| Varvtal:                                     | Maximalt 2,600 varv/minut                                                       | Maximalt 2,600 varv/minut                                                       | Maximalt 2,600 varv/minut                                                       |
| Effekt:                                      | 1 ,500 hästkrafter (1 100 kWatt) vid 2 600 rpm                                  | 1 ,500 hästkrafter (1 100 kWatt) vid 2 600 rpm                                  | 1 ,500 hästkrafter (1 100 kWatt) vid 2 600 rpm                                  |
| Maximalt vridmoment:                         | 4 800 Nm                                                                        | 4 800 Nm                                                                        | 4 800 Nm                                                                        |
| Drivlina                                     |                                                                                 |                                                                                 |                                                                                 |
| Typ:                                         | hydromekanisk, mekanisk växlingsbar automatväxellåda, retarder och skivbromsar  | hydromekanisk, mekanisk växlingsbar automatväxellåda, retarder och skivbromsar  | hydromekanisk, mekanisk växlingsbar automatväxellåda, retarder och skivbromsar  |
| Modell:                                      | Renk HSWL 354                                                                   | Renk HSWL 354                                                                   | Renk HSWL 354                                                                   |
| Fakbrikat:                                   | Eigenschreibweise RENK Group AG                                                 | Eigenschreibweise RENK Group AG                                                 | Eigenschreibweise RENK Group AG                                                 |
| Växlar:                                      | 4 fram, 2 bak                                                                   | 4 fram, 2 bak                                                                   | 4 fram, 2 bak                                                                   |
| Prestanda                                    |                                                                                 |                                                                                 |                                                                                 |
| Maximal hastighet:                           | 68 km/tim; bakåt 31 km/tim                                                      | 72 km/tim; bakåt 31 km/tim                                                      | 72 km/tim; bakåt 31 km/tim                                                      |
| Specifik motoreffekt (effekt/vikt):          | 27,2 hk/ton (19,9 W/kg)                                                         | 24 hk/ton (17,6 W/kg)                                                           | 23 hk/ton (16,9 W/kg)                                                           |
| Drivmedel:                                   | 1,160 liter                                                                     | 1,160 liter                                                                     | 1,160 liter                                                                     |
| Bränsleförbrukning och räckvidd på landsväg: | 3,4 liter/km; 340 km                                                            | 2,3 liter/km i 50 km/tim; 470 km                                                | –                                                                               |
| Bränsleförbrukning och räckvidd i terräng:   | 5,3 liter/km; 220 km                                                            | 4,9 liter/km i 25 km/tim; 150 km                                                | –                                                                               |
| Bränsleförbrukning till tomgång:             | 12,5 liter/tim, 72/93 tim                                                       | –                                                                               | –                                                                               |
| Rotationstid skrov (360°):                   | 10 sekunder                                                                     | 10 sekunder                                                                     | 10 sekunder                                                                     |
| Rotationstid torn (360°):                    | 10 sekunder; hydraulmanövrering                                                 | 9 sekunder; elmanövrering                                                       | 9 sekunder; elmanövrering                                                       |
| Vapensystem                                  |                                                                                 |                                                                                 |                                                                                 |
| Kanonbestyckning:                            | 1 × 12 cm kanon strv 121/122,                                                   | 1 × 12 cm kanon strv 121/122,                                                   | 1 × 12 cm kanon strv 121/122,                                                   |
| Kaliberlängd:                                | L/44 (5280 mm)                                                                  | L/44 (5280 mm)                                                                  | L/44 (5280 mm)                                                                  |
| Kulsprutebestyckning:                        | 2 × 7,62 mm kulspruta 94 (1 × koaxial, 1 × torntakmonterad vid laddarens lucka) | 2 × 7,62 mm kulspruta 94 (1 × koaxial, 1 × torntakmonterad vid laddarens lucka) | 2 × 7,62 mm kulspruta 94 (1 × koaxial, 1 × torntakmonterad vid laddarens lucka) |
| Skyddsystem:                                 | 16 × (2 × 8) Wegmann rökkastare                                                 | 8 × (2 × 4) GIAT Gallix rökkastare                                              | 8 × (2 × 4) GIAT Gallix rökkastare                                              |
| Ledningssystem:                              | Radiolänk                                                                       | Datalänk mellan vagnar, grafisk kartpresentation för order, målgivning med mera | Datalänk mellan vagnar, grafisk kartpresentation för order, målgivning med mera |

## Varianter
(inkluderar även andra svenska Leopard 2-fordon, såsom fältarbetsfordon på samma chassi)

### Stridsvagnar

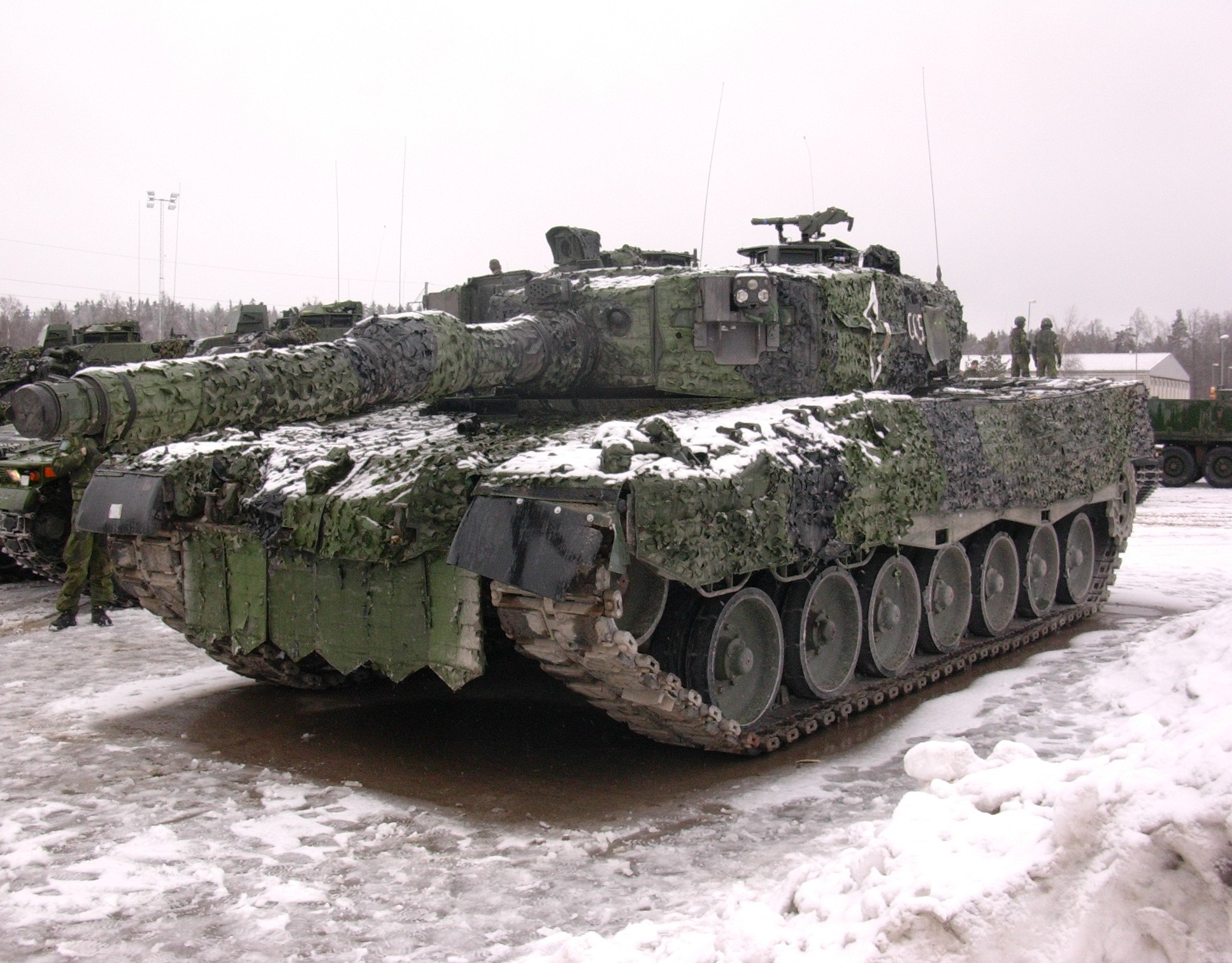
Stridsvagn 121A med kamouflagenät från Barracuda.

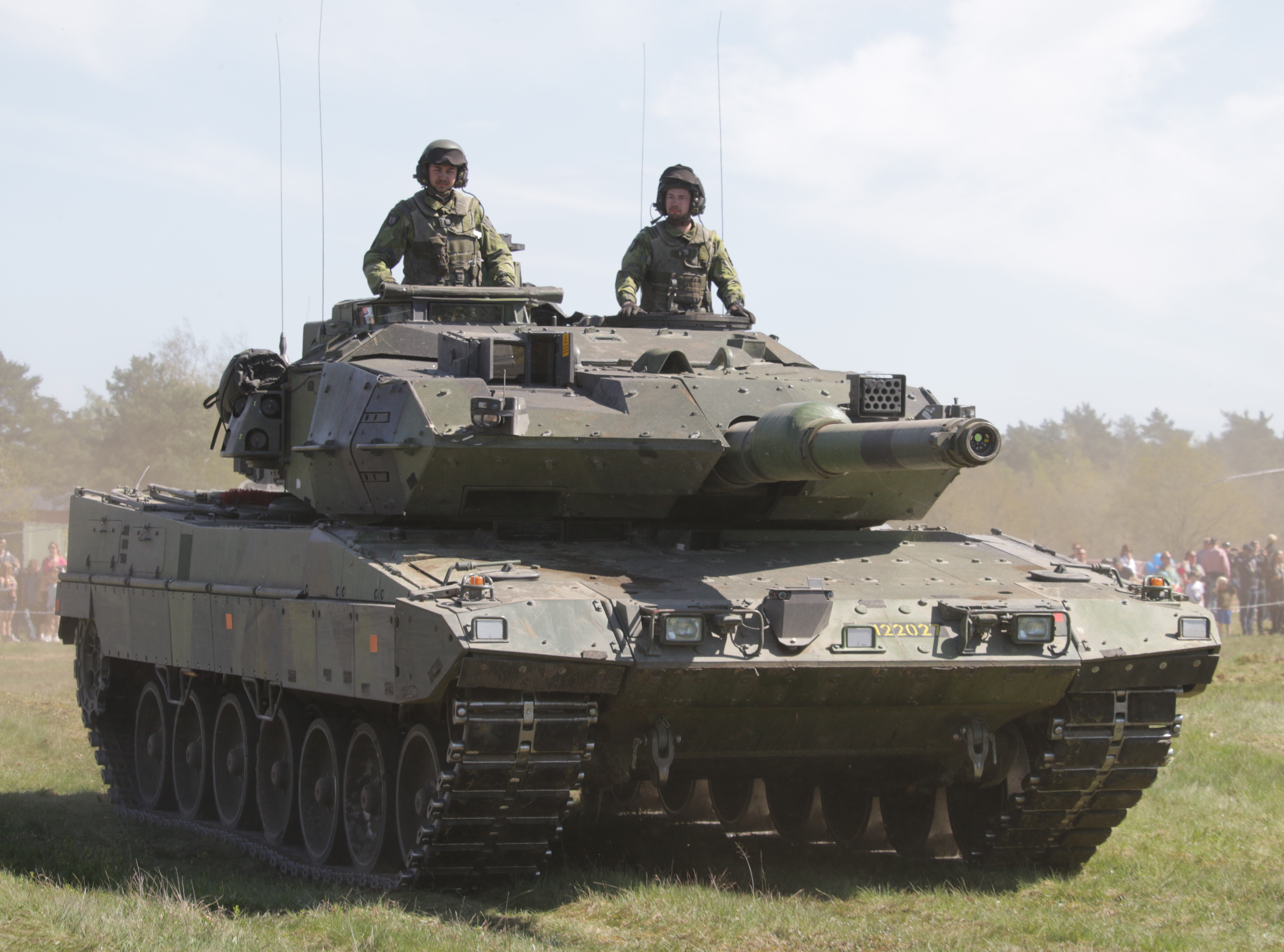
Strv 122A på Revingehed i Skåne 2018

- - Stridsvagn 121
    - stridsvagn 121 A (strv 121A) – (ursprungligen utan suffix) 160 stycken före detta tyska Leopard 2 A4 som Sverige hyrt in under långtidslån för att stärka Sveriges pansarstyrkor innan strv 122 slutlevererats.[5] Strv 121A skiljer sig från Leopard 2A4 endast vad gäller målningen och den svenska radioutrustningen. 142 har återlämnats till Tyskland medan 18 chassin har köpts in för övning eller ombyggnad till andra fordonstyper.[5]
    -  stridsvagn 121 B (strv 121B) – försök att uppdatera strv 121 till en ny standard i likhet med strv 122.[5][14] En prototyp byggd och prövad från runt november 2003[15] till april 2004.[16] Prototypen var ursprungligen benämnd strv 121 PT (för prototyp).[15] Mest utmärkande förändringen var montering av Galix-rökkastare på tornet.

- - Stridsvagn 122
    - stridsvagn 122 A (strv 122A) – ursprungsversionen av stridsvarn 122 (ursprungligen utan suffix) med 120 stycken tillverkade, varav 29 i Tyskland.[1] Första leverans skedde i december 1996, från 2014 är kvarvarande vagnar förrådsställda som reserv i väntan på renovering eller skrotning.
    - stridsvagn 122 B (strv 122B) – 10 stycken renoverade och modifierade stridsvagn 122, levererade 2003.[1] Vagnen är bland annat försedd med ytterligare minskydd och modulärt AMAP kompositpansar från IBD Deisenroths dotterbolag; Åkers Krut Protection AB,[40] vilket ger utökat skydd runt om mot explosivt formade projektiler, pansarspränggranater från raketgevär och sprängförsåt.[41]
      - stridsvagn 122 B Int (strv 122B Int) – 4 stycken renoverade och modifierade stridsvagn 122A för utlandstjänst, främst anpassade för användning i ökenklimat, levererade 2011. Modifikationer inkluderar: minskydd motsvarade det hos stridsvagn 122B, värmebeständiga gummibandplattor tåligare mot vassa stenar, luftkonditionering, modifierad sambandsutrustning för att kunna användas vid NATO-ledda insatser, Saab Barracuda-maskeringsutrustning för varmare klimat och minskat dammuppkast från bandaggregatet, vajerkapare mot vajerförsåt uppspänt över vägen.[1]
      -  stridsvagn 122 B+ (strv 122B+) – testbänk och teknikdemonstrator för FMV för utveckling av framtida versioner. En prototyp framtagen 2010 till 2011 av Åkers Krutbruk Protection i samarbete med tyska IBD Deisenroth Engineering. Vagnen är bland annat försedd med en ny typ av tilläggsskydd i form av skiktat gallerpansar (engelska: slat armour) i moduler runt om vagnen, vars komponenter nyttjar olika former av nanoteknologi.[40] Det uppgraderade skyddet är uppbyggt för att kontra diverse moderna hot under strid i bebyggelse. Bland annat har vagnen 360° skydd mot olika RSV-skott (riktad sprängverkan), såsom strålbildande RSV (RSV3) och projektilbildande RSV (RSV4), samt improviserade sprängmedel.[5] Det ökade skyddet väger bara 350 kg extra.[5] Planen med det nya skyddet är att ha det som alternativ i framtida renoveringsprogram (RENO).[5]

    - stridsvagn 122 C (strv 122C) – strv 122A som genomgått en mindre REMO (renovering, modifiering), där fokus ligger på att ersätta blybatterierna, och bygga upp ett reservdelslager för minst tre års förbrukning. Dessutom kommer – om budgeten tillåter – vagnchefssiktet uppgraderas, nya intern- och radiokommunikationssystem installeras så Stridsledningssystem Bataljon kan komplettera TCCS.[1] Slutligen ska de förberedas för att kunna montera samma extraskydd som används på 122B.[10][21][42] Leverans beräknas börja under 2015–2016.[18]
    -  stridsvagn 122 D (strv 122D) – stridsvagn 122B som genomgått en mindre REMO i regi med strv 122C ovan.[1]

- -  Stridsvagn 123
    - stridsvagn 123 A (strv 123A) – vidareutvecklad strv 122C till Leopard 2 A7-standard (listad av tillverkaren KNDS som Leopard 2 A7 SWE samt MBT123C, det vill säga main battle tank, "huvudstridsvagn", 123 C).[25] Bland annat ersätts den äldre L/44 pjäsen med den längre den Rh-120 L55-pjäsen.[24] Tillkännagiven projektering pågår sedan åtminstone 2023. Leverans av 66 uppgraderade vagnar planerade till 2027–2030.[26]
    -  stridsvagn 123 B (strv 123B) – nytillverkade Leopard 2 A8-vagnar. Leverans av 44 vagnar planerade till 2028–2031.[26]

### Fältarbetsfordon
- - Brobandvagn 120
    -  brobandvagn 120A (brobv 120A) – pansrad broläggare med Leguan-brosystem. Kan bära en 26 meter lång bro, eller två stycken 14 meter långa broar. Brobv 120 är utrustad med ett utökat minskydd, AC, APU, Hydraulisk bandspänning, IR-kamera, dagerkamera, laseravståndsmätare och 2×6 66 mm rökkastare.[43]

- - Bärgningsbandvagn 120
    - bärgningsbandvagn 120 A (bgbv 120A) – svensk variant av pansrade bärgningsfordonet Bergepanzer Büffel, lätt modifierad med främst ny stridsbogseringsutrustning, en bärgningssläde och mer lättarbetad bärgningsutrustning, starkare hjälpvinsch, ökat ballistiskt skydd, reducerad IR-signatur, uppgraderingsbar vapeninstallation, Galix-rökkastare samt ett lednings- och navigationssystem med backkamera. Används för övning, enligt 2014 rapport.[5]
    - bärgningsbandvagn 120 B (bgbv 120B) – bgbv 120 försedd med minskydd i likhet med strv 122B, plus skydd mot improviserade sprängmedel och närpansarvapen, etc.[5] För användning inom ramen för internationella uppdrag likt strv 122B.[5]
    - bärgningsbandvagn 120 C (bgbv 120C) – bgbv 120A som genomgått en mindre REMO i regi med strv 122C (se ovan).[1]
    -  bärgningsbandvagn 120 D (bgbv 120D) – bgbv 120B som genomgått en mindre REMO i regi med strv 122D (se ovan).[1]

- -  Ingenjörbandvagn 120
    -  ingenjörbandvagn 120 A (ingbv 120A) – svensk variant av ingenjörs-/fältarbetsfordonet AEV 3 Kodiak med lätt beväpning, byggd på chassit från gamla strv 121A.[5]